# 1460년대
1460년대는 1460년부터 1469년까지를 가리킨다.